# Gole del Platano
Gole del Platano este o arie protejată (sit de importanță comunitară — SCI, arie de protecție specială avifaunistică — SPA) din Italia întinsă pe o suprafață de 1.383 ha, integral pe uscat.

## Localizare
Centrul sitului Gole del Platano este situat la coordonatele 40°39′22″N 15°30′20″E / 40.6561°N 15.5056°E.

## Înființare
Situl Gole del Platano a fost declarat arie de protecție specială avifaunistică în mai 2020 pentru a proteja 49 de specii de animale. Situl a fost protejat și ca sit de importanță comunitară în decembrie 2020.

## Biodiversitate
Situată în ecoregiunea mediteraneană, aria protejată conține 9 habitate naturale: Pseudostepă cu ierburi și specii anuale de Thero-Brachypodietea, Păduri pe pante, grohotișuri și ravene de Tilio-Acerion, Pante stâncoase calcaroase cu vegetație casmofită, Pajiști uscate seminaturale și facies de acoperire cu tufișuri pe substraturi calcaroase (Festuco-Brometalia) (* situri importante pentru orhidee), Râuri mediteraneene cu debit permanent și vegetație de Glaucium flavum, Păduri panonice-balcanice de stejar turcesc - stejar sesil, Galerii de Salix alba și de Populus alba, Păduri de stejar alb estice, Păduri de Quercus ilex și Quercus rotundifolia.
La baza desemnării sitului se află mai multe specii protejate:
- păsări (45): pițigoi codat (Aegithalos caudatus), ciocârlie-de-câmp (Alauda arvensis), rață pitică (Anas crecca), acvilă de munte (Aquila chrysaetos), stârc cenușiu (Ardea cinerea), stârc roșu (Ardea purpurea), Bubulcus ibis, caprimulg (Caprimulgus europaeus), Cettia cetti, barză albă (Ciconia ciconia), barză neagră (Ciconia nigra), șerpar (Circaetus gallicus), botgros (Coccothraustes coccothraustes), porumbel gulerat (Columba palumbus), corb (Corvus corax), cioară neagră (Corvus corone), pițigoi albastru (Cyanistes caeruleus), ciocănitoare pestriță mare (Dendrocopos major), Dryobates minor, șoim călător (Falco peregrinus), cinteză (Fringilla coelebs), lișiță (Fulica atra), sfrâncioc roșiatic (Lanius collurio), ciocârlie de pădure (Lullula arborea), privighetoare (Luscinia megarhynchos), rață fluierătoare (Mareca penelope), gaia neagră (Milvus migrans), gaia roșie (Milvus milvus), codobatură galbenă (Motacilla alba), codobatură de munte (Motacilla cinerea), grangur (Oriolus oriolus), ciuf-pitic (Otus scops), pițigoi mare (Parus major), viespar (Pernis apivorus), codroș de munte (Phoenicurus ochruros), ciocănitoarea verde (Picus viridis), mărăcinar negru (Saxicola torquatus), cănăraș (Serinus serinus), turturică (Streptopelia turtur), huhurez mic (Strix aluco), silvie cu cap negru (Sylvia atricapilla), silvie mediteraneană (Sylvia melanocephala), mierlă (Turdus merula), sturzul de vâsc (Turdus viscivorus), pupăză (Upupa epops)
- amfibieni (2): Salamandrina terdigitata, Triturus carnifex
- mamifere (2): lupul (Canis lupus), vidră de râu (Lutra lutra)

Pe lângă speciile protejate, pe teritoriul sitului au mai fost identificate 3 specii de plante, 2 specii de mamifere, 2 specii de reptile.